# آتلانتیکا آنلاین
«آتلانتیکا آنلاین» (انگلیسی: Atlantica Online) یک بازی ویدئویی در سبک بازی نقش آفرینی بر خط چندنفره گسترده
tactical role-playing game است که توسط NDOORS Corporation و در سال ۶۴۴ و در پلت‌فرم مایکروسافت ویندوز منتشر شده‌است.